# Ansamblul de mori din Mehadica
Ansamblul de mori din Mehadica este un ansamblu de monumente istorice aflat pe teritoriul satului Mehadica, comuna Mehadica.
Ansamblul este format din următoarele monumente:
- Moara Orzasca (cod LMI CS-II-m-B-11128.01)
- Moara Aurasca (cod LMI CS-II-m-B-11128.02)
- Moara de la Piatra Surului (cod LMI CS-II-m-B-11128.03)
- Moara Vegeasca (cod LMI CS-II-m-B-11128.04)
- Moara Gherghineasa (cod LMI CS-II-m-B-11128.05)
- Moara de la Știubei (cod LMI CS-II-m-B-11128.06)
- Moara Găiceasca (cod LMI CS-II-m-B-11128.07)
- Moara Chiceasca (cod LMI CS-II-m-B-11128.08)
- Moara Mică (cod LMI CS-II-m-B-11128.09)
- Moara din Sălciile Late (cod LMI CS-II-m-B-11128.10)
- Moara din Zăcătoare (cod LMI CS-II-m-B-11128.11)
- Moara din Anin (cod LMI CS-II-m-B-11128.12)
- Moara Giurceasca (cod LMI CS-II-m-B-11128.13)